# Skärbäcks församling
Skärbäcks församling var en församling i Växjö stift inom Svenska kyrkan. Församlingen uppgick efter 1565 i Ramkvilla församling.

## Administrativ historik
Församlingen har medeltida ursprung.
Församlingen uppgick efter 1565 i Ramkvilla församling.
Någon kyrka finns inte nämnd i skriftliga källor, däremot är det belagt att det funnits en kyrkogård vid Skärbäcks gård.